# Republik der Strolche (Album)
Republik der Strolche ist das Debütalbum der deutschen Rechtsrock-Band Landser. Es erschien im Jahr 1995 über das dänische Label NS-Records und ist seit September 1996 indiziert. Außerdem wurde wegen Inhaltsgleichheit eine über Stagma erschienene Vinyl-Neuauflage am 9. November 2015 indiziert.

## Hintergrund
Der bisherige Bassist Andreas L. schied aus der Band aus, woraufhin ein Ersatzmann gesucht wurde. Die Wahl fiel auf André M. Dieser war ein guter Freund Michael Regeners, konnte jedoch zunächst kein Instrument spielen und eignete sich die nötigen Fertigkeiten mittels einer geliehenen Bassgitarre und der Unterstützung der Bandmitglieder an. Da er keine Noten lesen konnte, notierte sich M. die Griffe mithilfe von Zahlencodes, die er auf Zetteln niederschrieb.
Unter dem Einfluss Regeners, der mittlerweile Kopf und alleiniger Texter von Landser war, änderte sich die Zielsetzung der Band. War es vorher nur die Produktion von Musik für die neonazistische Szene, so wollte Regener nach Ansicht des Gerichts nun auch gezielt bisher unpolitische Menschen, vor allem Jugendliche, für rechtsextremes Gedankengut begeistern, indem er mit den Liedtexten „Hass und Emotionen“ schürte. Das Gericht attestierte Regener in dieser Hinsicht „geschichtliches Wissen“, „Ideenreichtum“, „feinsinnige Ironie“, „Sprachwitz“, eine „ausgefallene Wortwahl“ sowie ein „großes Talent“ zum Formulieren von Texten. Horst S., der Schlagzeuger der Band, versuchte hingegen, auf die Texte mäßigend Einfluss zu nehmen, da er glaubte, einige der strafrechtlich relevanten Inhalte nicht verantworten zu können. Da das Vorhaben der Band in Hinblick auf die Strafbarkeit der Texte gefährlich war, entschloss sie sich, nicht mehr öffentlich aufzutreten und die Probeorte häufig zu wechseln. Um keinen Verdacht zufällig mithörender Personen zu erregen, wurden die Texte bei den Proben teilweise nicht mehr auf Deutsch, sondern auf einer Art Behelfsenglisch gesungen.
Republik der Strolche wurde Ende 1995 aufgenommen. Horst S. gewann dafür einen befreundeten Musikproduzenten, der über gute Beziehungen zum rechtsextremen Netzwerk Blood and Honour verfügte. Aufnahme, Produktion und Verbreitung erfolgten deutlich professioneller als noch bei der Demoaufnahme Das Reich kommt wieder. Wegen der strafrechtlichen Brisanz der Texte fand sich jedoch kein deutsches Tonstudio, um die Inhalte einzuspielen. Die Lieder wurden daher im schwedischen Helsingborg aufgenommen, wo derartige Texte legal waren und ein Mitglied des Blood-and-Honour-Netzwerkes ein Tonstudio zur Verfügung stellte. Die Pressung der CDs übernahmen Verantwortliche des Tonstudios. Die CDs gelangten dann per Versand oder über Kuriere nach Deutschland. Cover und Beiheft der CD wurden hingegen in Deutschland hergestellt. Die Band übermittelte Jens O., einem späteren Zeugen, handschriftliche Vorgaben zur Gestaltung, die dieser technisch umsetzte und über einen Mittelsmann in der Nähe von Hildesheim drucken ließ.
O. übernahm schließlich auch den Vertrieb der Tonträger innerhalb Deutschlands, der nach seinen Angaben etwa 10.000–13.000 Exemplare umfasste. Die erzielten Einnahmen sollten zwischen O. und den Bandmitgliedern aufgeteilt werden. Die Summe der Verkaufserlöse konnte das Gericht allerdings nicht sicher beziffern. Nach Angaben von O. leitete dieser etwa 24.000 DM an Horst S. weiter, als gesichert wurde angenommen, dass am Ende jedes Bandmitglied zwischen 2.000 und 3.000 DM aus den Verkaufserlösen erhielt.
Bei dem Versuch, 2000 der gepressten CDs von Schweden nach Deutschland einzuführen, wurde Horst S. im März 1996 zusammen mit zwei anderen Personen nach einem Hinweis des Bundesamtes für Verfassungsschutz festgenommen. Er befand sich zwei Wochen in Untersuchungshaft und verließ daraufhin die Band. Im Verlauf der Ermittlungen kam auch Regener in Untersuchungshaft, den die Staatsanwaltschaft schon damals als Sänger und Kopf der Band ausgemacht hatte. Das Verfahren wurde allerdings eingestellt, da die Staatsanwaltschaft ihm keine Beteiligung bei Einfuhr und Vertrieb der CD nachweisen konnte und zudem der Ansicht war, die Aufnahme von in Deutschland strafbaren Texten im Ausland wäre straffrei.

## Inhalt
Musikalisch sind die meisten Lieder dem Genre Hard Rock zuzuordnen. Lediglich die Stücke Klan-Song, Ian Stuart und Afrika-Lied sind ruhiger gehalten. Thematisch widmen sich die Lieder überwiegend typisch rechtsextremen Themen. Dazu gehören die Ablehnung von als minderwertig empfundenen Ethnien und Andersdenkenden, wie Schwarze (Klan-Song, Afrika-Lied), Vietnamesen (Xenophobia) und Kommunisten (Kein Herz für Marxisten, 10 kleine Kommi-Schweine). Dabei werden diese Personengruppen unter anderem mit abfälligen Äußerungen belegt, es wird zur Gewaltanwendung gegen sie aufgerufen oder ihre Abschiebung gefordert. Kein Herz für Marxisten ist an ein Lied der australischen RAC-Gruppe Fortress angelehnt und Xenophobia enthält Textausschnitte aus dem Film Romper Stomper. Die Band äußert sich des Weiteren im Lied K.P.S. (Kotzen Pissen Scheißen) ablehnend gegenüber Musikern, die sich in Liedtexten oder öffentlichen Äußerungen gegen Neonazis gewandt hatten. So werden Die Ärzte, Die Prinzen und Die Toten Hosen als opportunistische Heuchler bezeichnet, die Distanzierung der Band Böhse Onkelz vom Rechtsextremismus als Verrat dargestellt, wobei die Band auf das Lied Das Signum des Verrats vom Album Böse Menschen – Böse Lieder anspielt, und mit Gewalt gegen den Sänger Udo Lindenberg gedroht. Dagegen wird der 1993 verstorbene Sänger der britischen Rechtsrock-Band Skrewdriver und Gründer von Blood and Honour Ian Stuart Donaldson in der Ballade Ian Stuart verehrt. Im Titellied Republik der Strolche sowie in Signal zum Aufstand drückt die Band ihre Ablehnung gegenüber der Bundesrepublik Deutschland aus und ruft zu deren Bekämpfung auf. Deutschland wird als Polizeistaat bezeichnet und die Politiker als „Volksverräter“. Das Stück Mord in Ahrensbök greift das Thema der Brandanschläge in Mölln und Solingen auf, die durch Neonazis begangen wurden und vergleicht diese mit einem Fünffach-Mord in Ahrensbök, den ein Türke begangen hatte. Angeblich würden die Taten nicht gleichsam verurteilt und nur um die Opfer der Neonazis getrauert. Der Titel Allein machen sie dich ein ist ein Cover des gleichnamigen Liedes der Band Ton Steine Scherben mit geringen Textänderungen und ruft zum Zusammenhalt in der rechtsextremen Szene auf. Außerdem ist Schala-lala-li ein ironisches Lied, in dem, ganz nach dem Vorbild der Waffengesetze der USA, „Waffen für alle“ gefordert werden. Lediglich das Stück Koma-Kolonne ist ein Trinklied und enthält wenige neonazistische Textpassagen. Im Gerichtsurteil zum Verbot der Band wurde besonders auf das erste Lied des Albums mit dem Titel Landser hingewiesen, in dem die Band Hass schüren will, zur Rache für Rudolf Heß aufruft und die arische Jugend anspricht.

## Covergestaltung
Das Albumcover ist in Schwarz-weiß gehalten. Es zeigt Polizisten in Ausrüstung, die beim Einsatz gegen Demonstrationen eingesetzt wird. Im Hintergrund befinden sich Gebäude, darunter das Deutsche-Bank-Hochhaus in Frankfurt und ein Gebäude mit einem Mercedes-Stern. Links oben befindet sich das Band-Logo: Der Buchstabe L mit einem Schwert und rechts oben stehen die Schriftzüge Landser und Republik der Strolche in Weiß bzw. Schwarz.

## Titelliste
| #  | Titel                      | Länge |
| -- | -------------------------- | ----- |
| 1  | Landser                    | 2:07  |
| 2  | Kein Herz für Marxisten    | 2:20  |
| 3  | Klan-Song                  | 3:20  |
| 4  | Mord in Ahrensbök          | 2:56  |
| 5  | Ian Stuart                 | 4:37  |
| 6  | Signal zum Aufstand        | 3:24  |
| 7  | 10 kleine Kommi-Schweine   | 1:29  |
| 8  | K.P.S.                     | 3:09  |
| 9  | Xenophobia                 | 3:02  |
| 10 | Republik der Strolche      | 3:12  |
| 11 | Afrika-Lied                | 2:31  |
| 12 | Allein machen sie dich ein | 2:32  |
| 13 | Schala-lala-li             | 3:54  |
| 14 | Koma-Kolonne               | 3:09  |